# Tadeusz Bystrzycki

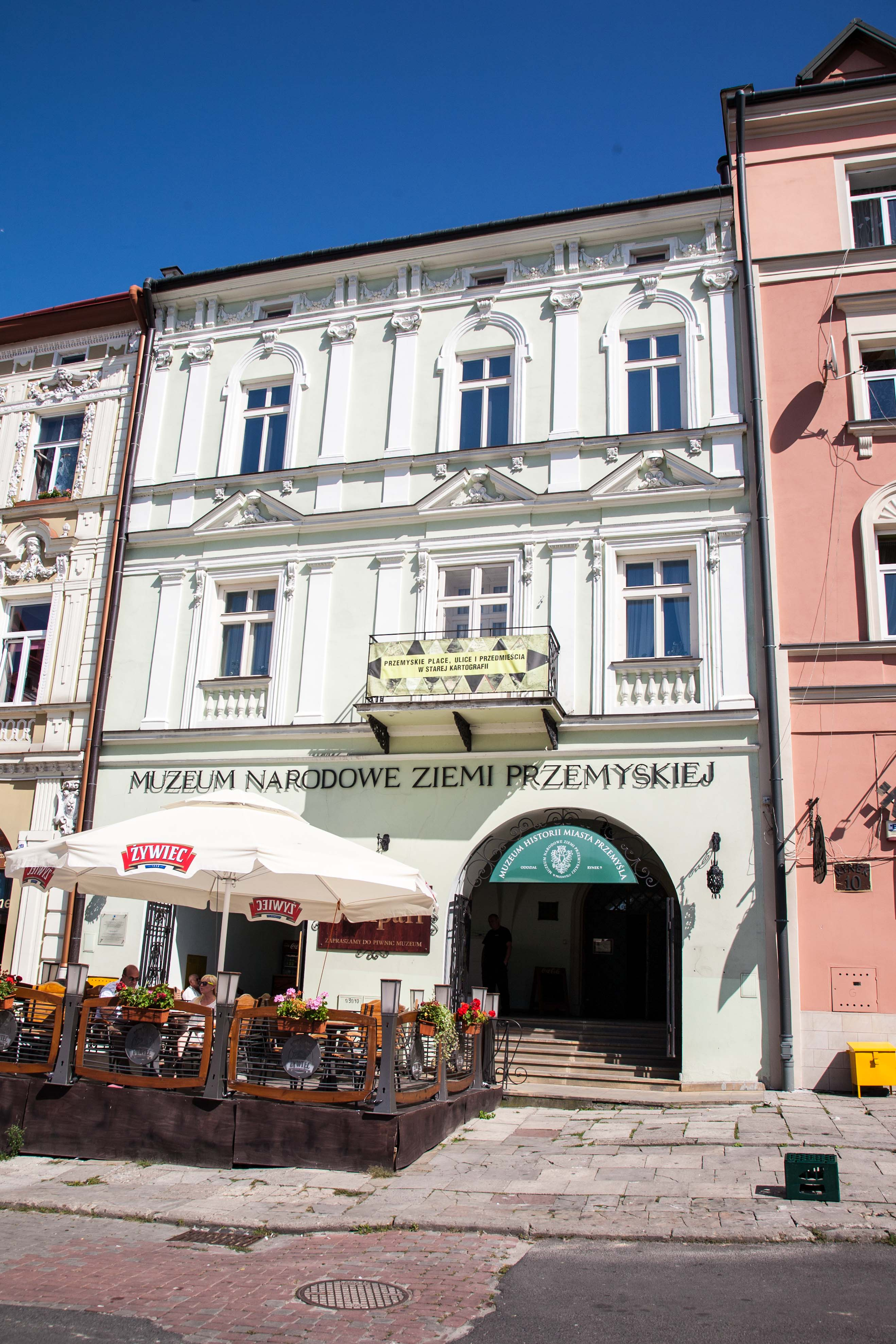
Kamienica przy ulicy Rynek 9 w Przemyślu

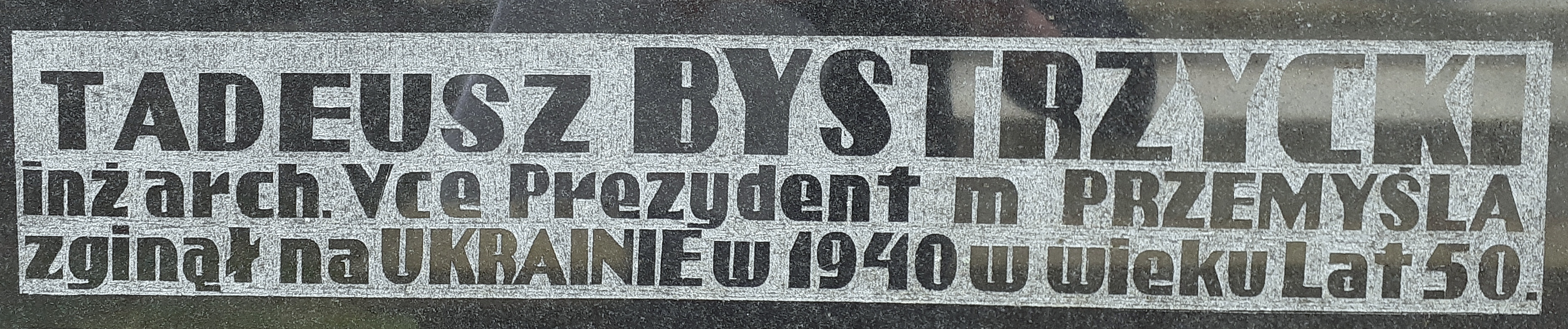
Symboliczna inskrypcja na grobowcu rodzinnym

Tadeusz Bystrzycki (ur. 1 grudnia 1889 w Przemyślu, zm. 1940 w ZSRR) – polski inżynier architekt, działacz społeczny, właściciel księgarni i wydawnictwa, radny i burmistrz Przemyśla, kapitan Wojska Polskiego II RP, ofiara zbrodni katyńskiej.

## Życiorys
Urodził się 1 grudnia 1889 we wpływowej rodzinie przemyskiej. Był synem Michała (1864–1957) i Zofii z domu Klimek (1866–1919). Ojciec, przemysłowiec i właściciel tartaku, dwukrotnie pełnił urząd burmistrza Przemyśla. Żoną Tadeusza została w 1920 Helena, z domu Stankiewicz (członkini POW). Mieli trzy córki, w tym Zofię (ur. 1922) i syna Przemysława (ur. 1923). Rodzina posiadała dwie kamienice w Przemyślu, pierwsza pod adresem ulicy Rynek 9 została nabyta dla Tadeusza jako prezent ślubny, druga pod adresem ulicy Serbańska 7 wybudowana przez Tadeusza i przylegająca do pierwszej, mieściła Książnicę Naukową (wydawnictwo i księgarnię), których był właścicielem.
Uczył się w C. K. I Gimnazjum w Przemyślu, gdzie w 1908 ukończył VIII klasę i zdał egzamin dojrzałości. Studiował architekturę na Politechnice Lwowskiej i w Wiedniu, które ukończył z tytułem inżyniera architekta. 
Podczas I wojny światowej służył w szeregach wojsk austriackich. W C. K. Obronie Krajowej został mianowany podporucznikiem artylerii z dniem 1 stycznia 1916 i do 1918 był przydzielony do 144 pułku artylerii polowej. Po zakończeniu wojny został przyjęty do Wojska Polskiego. Brał udział w wojnie polsko-ukraińskiej, w tym w walkach o Przemyśl. Został awansowany do stopnia kapitana rezerwy artylerii ze starszeństwem z dniem 1 czerwca 1919. W 1923, 1924 był oficerem rezerwy 2 pułku artylerii górskiej w Przemyślu. W kwietniu 1928 został zwolniony od powszechnego obowiązku służby wojskowej z powodu „całkowitej niezdolności do jakiejkolwiek służby wojskowej”.
Był pasjonatem książek, stworzył własną bibliotekę. Jego żona Helena prowadziła księgarnię, którą Tadeusz Bystrzycki rozwinął i przeniósł do nowej siedziby przy przemyskim rynku. W 1919 założył dział wydawniczy „Polska Książnica Naukowa", w 1922 przekształcił w spółkę „Książnica Naukowa, spółka z ograniczoną odpowiedzialnością” (od 1924 w siedzibie przy Rynek 9), którą prowadził do 1939. Jej specjalizacją były książki szkolne. Od 1924 wydawał czasopismo reklamowe „Dobra Książka", od 1925 miesięcznik „Dom i Świat”, a ponadto powieści w serii „Książki Zajmujące”, kalendarze książkowe („Kalendarz Humorystyczny, „Ludowy”, „Mariański", „Mieszczański", „Powieściowy", „Rodzinny", „Żołnierza Polskiego"). W 1933 pod redakcją Tadeusza Bystrzyckiego nakładem Wydawnictwa Książnicy Naukowej został wydany Skorowidz miejscowości Rzeczypospolitej Polskiej z oznaczeniem terytorjalnie im właściwych władz i urzędów oraz urządzeń komunikacyjnych. Brak numerów stron w książce, pionierskie wydawnictwo w tym zakresie.
W 1923 został członkiem założycielem Towarzystwa Przyjaciół Nauk w Przemyślu, później zasiadł w jego zarządzie. W 1924 został powołany do Dyrekcji Spółdzielczego Banku Rzemieślników i Rolników w Przemyślu. Działał społecznie. Od 1927 był radnym Przemyśla w radzie miejskiej, od 1928 wiceburmistrzem miasta. Od 1933 do 1934 był burmistrzem, a jego następcą został ojciec Michał.
Po wybuchu II wojny światowej podczas trwającej kampanii wrześniowej w Przemyślu na urząd prezydenta miasta został powołany Władysław Baldini, który pełnił urząd z radnymi Apolinarym Garlickim, Michałem Romanowskim i Eugeniuszem Złotnickim do 28 września 1939. Po agresji ZSRR na Polskę z 17 września 1939 na terenach wschodnich II Rzeczypospolitej został aresztowany przez Sowietów. Został uwięziony przez NKWD w Przemyślu, później we Lwowie. Został wymieniony na liście wywózkowej 55/3-32 oznaczony numerem 213. W 1940 został zamordowany w więzieniu NKWD w Kijowie przy ul. Karolenkiwskiej 17. Jego nazwisko znalazło się na tzw. Ukraińskiej Liście Katyńskiej opublikowanej w 1994. Ofiary tej części zbrodni katyńskiej zostały pochowane na otwartym w 2012 Polskim Cmentarzu Wojennym w Kijowie-Bykowni.
12 kwietnia 1940, dwa dni po aresztowaniu Tadeusza Bystrzyckiego przez NKWD, członkowie jego rodziny (żona i dzieci) zostali wywiezieni w głąb ZSRR do Kazachstanu, gdzie pracowali przymusowo w kołchozie i w sowchozie. Z wycieńczenia zmarła tam żona Helena. Syn Przemysław był podczas wojny „cichociemnym”, a po wojnie został pisarzem, podobnie jak córka Zofia.

## Upamiętnienie
W 1953 Zofia, Wieńczysława, Dobromiła i Przemysław Bystrzyccy przekazali kamienice należące do rodziny na rzecz Skarbu Państwa. W 1997 stały się własnością Muzeum Narodowego Ziemi Przemyskiej, które mieści się w nich od 2005. 14 maja 2010 w jego siedzibie została odsłonięta tablica pamiątkowa poświęcona rodzinie Bystrzyckich.
Został upamiętniony symboliczną inskrypcją na grobowcu rodzinnym na Cmentarzu Głównym w Przemyślu
W ramach akcji „Katyń... pamiętamy” / „Katyń... Ocalić od zapomnienia” Tadeusz Bystrzycki został uhonorowany poprzez zasadzenie Dębu Pamięci 25 kwietnia 2010 w Przemyślu.

## Odznaczenia
austro-węgierskie
- Srebrny Medal Zasługi Wojskowej na wstążce Krzyża Zasługi Wojskowej z mieczami (przed 1918)[4]
- Brązowy Medal Zasługi Wojskowej na wstążce Krzyża Zasługi Wojskowej (przed 1918)[4]